# طاغية

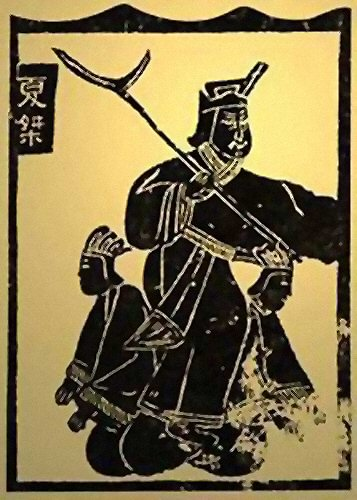

الطاغية لغةً من جاوز الحدَّ المقبول، واصطلاحا هو الحاكم المطلق غير المقيَّد بالقانون، أو هو من اغتصب السلطة العليا الشرعية. يوصَف عادةً بأنه متوحش، يدافع الطغاة عن مناصبهم بوسائل قمعية. المصطلح اليوناني الأصلي يعني الحاكم المطلق الذي وصل إلى السلطة دون وسائل دستورية، إلا أنه كان للكلمة دلالةٌ محايدة خلال عصر اليونان القديمة والعصور الكلاسيكية الأولى. غير أن الفيلسوف اليوناني أفلاطون رأى كلمة تيرانوسtyrannos كلمةً سلبية، ونظرًا للتأثير الحاسم للفلسفة على السياسة، لم تشهد دلالاتها السلبية سوى ازديادٍ، واستمر الأمر في العصر الهلنستي.
عرف الفيلسوفان أرسطو وأفلاطون الطاغية بأنه شخصٌ يحكم دون اللجوء إلى القانون، مستخدمًا أساليب متطرفة ومتوحشة ضد كلٍ من شعبه والآخرين. تعرِّف الموسوعة المصطلح بمغتصب السلطة الذي يجعل من رعيته «ضحايا أهوائه ورغباته الظالمة، والتي يحلُّها محل القانون». في أواخر القرن الرابع والخامس قبل الميلاد، برز صنف جديد من الطغاة ممن حازوا على دعم الجيش، تحديدًا في صقلية.
يستطيع المرء توجيه تهمة الطغيان إلى عدة أنواع من الحكومات:
- إلى حكومة فرد واحد (في أوتوقراطية)
- إلى حكومة أقلية (في أوليغارشية، طغيان الأقلية)
- إلى حكومة أكثرية (في ديمقراطية، طغيان الأكثرية)

## الأتيمولوجيا
يظهر استخدام الاسم تايرانت tyrantفي اللغة الإنجليزية في الإنجليزية الوسطى، من الفرنسية القديمة، منذ تسعينيات القرن الثالث عشر. تُستمدّ الكلمة من الكلمة اللاتينية تيرانوس tyrannus، وتعني «الحاكم غير الشرعي»، وهي بدورها مستمدّة من الكلمة اليونانية τύραννος tyrannos «الملك، حاكم بوليس»؛ لكلمة تيرانوس بدورها أصل في لغات ما قبل اليونانية، ربما من اللغة الليدية. يبرز الحرف t الأخير في الفرنسية القديمة بارتباطه مع اسم الفاعل في –ant.

## تعريف
«تُستخدم كلمة طغيان بعدة معان، لا من قبل الإغريق فحسب، بل أيضًا في تعاليم الكتب العظيمة». يقدّم قاموس اوكسفورد تعاريف بديلة: حاكم شرعي أو غير شرعي (مغتصب) أو حاكم مطلق (مستبد) أو حاكم قمعي وظالم ومتوحش. ينطبق المصطلح غالبًا على أوتوقراطيين عنيفين يحكمون رعاياهم عبر وسائل وحشية. ليس للاضطهاد والظلم والوحشية مقياسٌ موحد أو عتبة موحدة.
عرّف الإغريق كلًّا من المغتصبين للسلطة وأولئك الذي يرثون الحكم من المغتصبين بأنهم طغاةٌ.
- تُعرّف الكلمات القديمة بحسب استخدامها التاريخي. لا تستخدم الاقتباسات الإنجيلية كلمة طاغية، لكنها تعبر عن آراءٍ مماثلة بشدة لآراء الفلاسفة اليونانيين، مشيرةً إلى شرور ووحشية وظلم الحكام.
- «أسد زائر ودب ثائر، المتسلط الشرير على شعب فقير، رئيس ناقص الفهم وكثير المظالم. مبغض الرشوة تطول أيامه» أمثال 28:15–16. «الملك بالعدل يثبت الأرض، وقابل الهدايا يدمرها» أمثال 29:4.

شدّد الفلاسفة اليونانيون على جودة الحكم بدلًا من الشرعية أو المطلقية. «يتحدث كل من أفلاطون وأرسطو عن الملك بصفته حاكمًا جيدًا وعن الطاغية بصفته حاكمًا سيئًا. كلاهما يقول بأن المَلَكية، أو حكم رجل واحد، ممتازةٌ حين تكون لخير المحكومين، وطغيانيةً حينما تخدم مصلحة الحاكم فقط. كلاهما يجعل الفوضى -إما بانتهاك القوانين القائمة أو بحكومة بأمر شخصٍ دون قوانين راسخة- علامةً على الطغيان».
كان ميل فلاسفة عصر الأنوار إلى تعريف الطغيان بالخصائص الملازمة له.
- «يسمّى الحاكم طاغيةً حينما لا يعرف قانونًا سوى نزواته» فولتير، القاموس الفلسفي.
- «حيثما ينتهي القانون يبدأ الطغيان». جون لوك، أطروحتان عن الحكومة.

النتائج السلبية نسبية. قد يكون الحكم المتسلط مفيدًا «مثل حكم مصطفى كمال أتاتورك في تركيا» أو بضررٍ محدود الاستمرارية على البلاد (مثل فرانشيسكو فرانكو في إسبانيا). ينبغي على مُصنّفي الطغاة تقديم تعريفاتٍ ومعايير للمقارنة، أو عليهم أن يقرّوا بانعدام الموضوعية. قد تشمل معايير المقارنة قوائم أو أعداد قتلى. تبيُّن الموتى في الحرب هو قضية إشكالية، إذ بإمكان الحرب بناء إمبراطوريات أو الدفاع عن الجماهير، أو أن تحافظ على فوز الطغاة بالسلطة.
«تشين شيه هوانغ هو الإمبراطور الأول للصين. وحّد سبع ممالك منفصلة في أمة واحدة. بنى سور الصين العظيم ودُفن مع جنود التيرا كوتا. يشعر الصينيون بمشاعر مختلطة حياله. هم فخورون بالأمة التي صنعها، لكنه كان طاغية مهووسًا». جيني لوين يانغ.
وحّد القادة القمعيون دولًا (الإسكندر المقدوني، جوزيف بروز تيتو).
يُعرّف الطاغية الحديث موضوعيًا بانتهاكٍ مثبت للقانون الجنائي الدولي مثل الجرائم ضد الإنسانية.

## تاريخ مبكر
الدولة هي نتاج للحضارة. أتاحت الزراعة تركّزًا بشريًا أكبر مما أدى إلى المزيد من الصراعات. ظهر قادة عسكريون وسياسيون لإدارة الصراعات. جميع القادة كانوا يومًا طغاةً بطرقهم الخاصة. كان جوهر السياسة ذاته في ]الحضارات الزراعية[، بحسب معاييرنا الديمقراطية المعاصرة، طغيانيًا. برزت في النهاية صيغ ووسائل بديلةٍ لحكومة أتاحت تعاريف ونقدًا متأخرًا.

## أشكال تاريخية
صنّف التاريخ مجموعة من القادة اليونايين والصقليين على أنهم طغاة. يذكُر التاريخ الحكام وصعودهم وأساليبهم وغاياتهم والبيئة التي حكموا فيها. عاش المنظران السياسيان القديمان أفلاطون وأرسطو آخر سنينهم في عهد العديد من الطغاة. شهدا ملكيات وديمقراطيات ليقارنوا بينها. يُفهم التعريف التاريخي بأفضل صورة من وجهات نظرهم التاريخية.
في اليونان القديمة، كان الطغاة انتهازيين أصحاب نفوذٍ وصلوا إلى السلطة بتأمين دعم فصائل مختلفة من الديم. يعود أصل كلمة تيرانوس tyrannos، ومن المحتمل أنها من اللغات قبل اليونان، إلى اليونانية القديمة أو إلى أصل شرقي، لم تكن تحمل آنذاك أية إدانة أخلاقية؛ كانت تشير ببساطة إلى حيازة أي أحدٍ، جيد أو سيئ، سلطةً تنفيذية في بوليس بواسطة وسائل غير تقليدية. أتى دعم الطغاة من الطبقة الوسطى المتنامية ومن الفلاحين الذين لم يكونوا مالكين لأرضٍ أو مديونين لملاك أراضٍ أثرياء. صحيح أنه لم يكن لديهم أي حق ليحكموا، إلا أن الناس فضلوهم على الملوك أو الأرستقراطية.
بقي الطغاة اليونانيون في السلطة عبر استخدام جنود مرتزقة من خارج بلدانهم أو مدنهم على التوالي. كتب طاليس ساخرًا من الطغيان، أن أغرب شيء يمكن رؤيته هو «طاغية متقدم في السن»، قاصدًا أن الطغاة لا يمتلكون الدعم الشعبي لينجوا طويلًا.

### الحاكم
كان للحاكم Aesymnetes نطاق مماثلٌ من السلطة التي لدى الطاغية، مثل بيتاكوس ميليتين (نحو 640-568 قبل الميلاد)، الذي انتُخب مدى الحياة أو لمدة محددة من قبل دولة مدينة في وقت الأزمة -الفرق الوحيد كان في كون الحاكم مَنصِبًا دستوريًا، وكانت مقارنته ممكنة مع الديكتاتور الروماني. كان القضاة في بعض دول المدن يُسمَّون أيضًا حكامًا.

### الشعبية
نشأ الطغيان اليوناني من صراع الطبقات الدنيا ضد الأرستقراطية، أو ضد ملوكٍ كهنة، إذ سمحت التقاليد القديمة والميثولوجيا بالحقوق الوراثية و/أو المتوارثة في الحكم. إجمالًا، نصّبت الانقلابات الشعبية طغاةً، عادة ما بقيوا أو أصبحوا حكامًا شعبيين، على الأقل في الفترة الأولى من حكمهم. على سبيل المثال، تذكر المخيلة الشعبية حادثةً -يرويها أفلاطون (باسم مستعار)، وقد تكون خيالية- يعفي فيها بايستراتوس مزارعًا من الضرائب بسبب قحل أرضه.
من الناحية الأخرى، لم يكن أبناء بايستراتوس هيبياس وهيبارتشوس، قادةً أقوياء، وعندما ذبح هارموديوس وأرستوجياتين الأرستقراطيان الساخطان هيبارتشوس، تحول حكم هيبياس بسرعة إلى حكمٍ قمعي، نتج عنه طرد بيسيستراتيدس عام 510 قبل الميلاد، الذي أقام منذ تلك الآونة فصاعدًا في بيرسيبوليس كتابعٍ لشاهان شاه الفارسي (ملك الملوك).

## روابط خارجية متعلقة
- تدوينة أنارشية نقدية ساخرة تحت عنوان: الديكتاتورية ومؤخرة الإمبراطور